# Ligne secondaire de Sedan à Corbion
La ligne de Sedan à Corbion est une ancienne ligne de chemin de fer secondaire qui reliait Sedan à Corbion (Belgique) entre 1910 et 1933.

## Histoire
La ligne est mise en service en 1910, le service voyageurs est supprimé en 1929 et le trafic fret le 31 août 1933.